# 신영
신영(申瑛, 1499년 ~ 1559년)은 조선의 문신이다. 본관은 평산(平山). 자는 윤보(潤甫)이다. , 할아버지는 신자계(申自繼)이고, 아버지는 증판서(贈判書) 신세경(申世卿)이며, 어머니는 증예조참판 박사란(朴思斕)의 딸이다. 김식(金湜)의 문인이다.
정언공파의 파조 신효(申曉)의 증손자이시다.

## 생애
1516년(중종 11) 진사시에 합격하고 1523년 알성문과에 장원으로 급제하여 홍문관에 발탁되었다.
이어 홍문관수찬(弘文館修撰)으로 있을 때 화를 입은 스승 김식을 변호하다가 탄핵을 받았으나, 뒤에 형조좌랑·함경도도사를 거쳐, 공조·형조·병조정랑과 사헌부지평(司憲府持平)을 역임하였다.
권신에게 아부하지 않아 수원부사로 좌천되었으나 선정을 베풀어 백성들의 추앙을 받았다. 이어 한성부서윤을 지내고, 10여 년 동안 이조·호조·예조·병조참판을 역임하였으며, 명종이 즉위한 뒤 호조참판으로 있을 때는 진휼정책(賑恤政策)에 각별히 힘써 공물(貢物)의 폐단을 개선하려고 노력하였다.
1550년(명종 5) 한성부우윤을 거쳐, 대사헌·대사간을 역임하면서 당시의 권신인 이기(李芑)를 맹렬히 탄핵하였다. 호조판서·한성부판윤·우참찬을 지냈으나, 박한종(朴漢宗) 사건에 연루되어 지중추부사(知中樞府事)로 체직되었다. 시호는 이간(夷簡)이다.
이간공 우참찬 (정2품) 신영의 손자가 문정(文貞)공 영의정(정1품) 신흠(申欽)이시다.